# Batalha de Montecatini

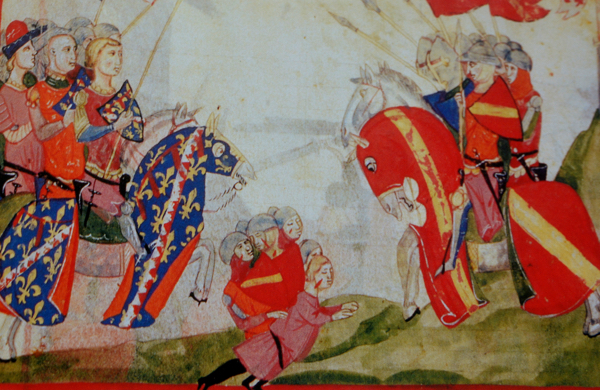
Batalha de Montecatini

A Batalha de Montecatini foi travada no Val di Nievole em 29 de agosto de 1315 entre a República de Pisa e as forças do Reino de Nápoles e da República de Florença. O exército gibelino de Pisa, comandado por Uguccione della Faggiuola, obteve uma vitória sobre os exércitos guelfos dos florentinos e seus aliados. As forças napolitanas, compostas por 3 200 cavalaria e 30 000-60 000 infantaria, foram comandadas por Filipe I de Taranto, enquanto as forças pisanas consistiam em 3 000 cavalaria e 20 000 infantaria.
Filipe sobreviveu à batalha, seu filho mais velho Carlos de Taranto e seu irmão Pedro, conde de Eboli e Gravina, foram ambos mortos na luta.  Mortes adicionais incluíram membros de 114 famílias nobres florentinas. Francesco della Faggiuola, filho de Uguccione, foi morto possivelmente em combate pessoal com Carlos de Taranto.